# Senecio pterophorus

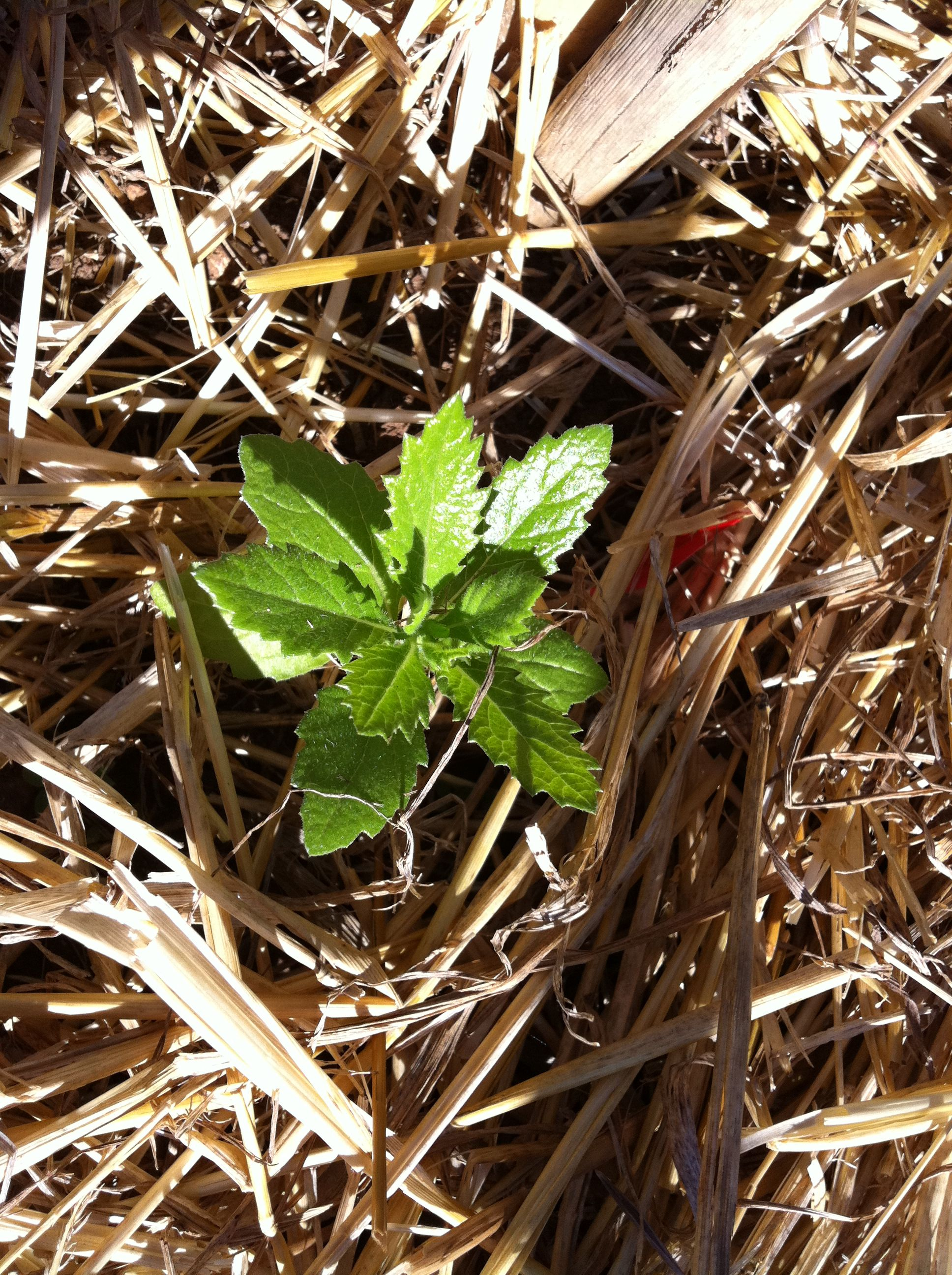
Plàntula de Senecio pterophorus

Senecio pterophorus és un arbust perenne de la família de les asteràcies nadiua de la província del Cap Oriental i KwaZulu-Natal a Sud-àfrica. És una espècie exòtica invasora al Cap Occidental (Sud-àfrica), al sud-est d'Austràlia, a Catalunya i a Ligúria. El caràcter morfològic més distintiu de l'espècie és la presència d'una ala vertical que descendeix per la tija procedent del marge de la fulla, al qual es refereix el seu epítet "pterophorus". A Sud-àfrica Senecio pterophorus forma poblacions esparses als marges de boscos, herbassars perennes i fynbos, però també es troba en hàbitats ruderals i marges carreteres. Com altres espècies del gènere Senecio, les seves fulles i els fruits contenen alcaloides pirrolizidínics, uns metabolits secundaris potencialment tòxics per als herbívors.

## Morfologia
És una planta arbustiva de 0.4 a 2 m d'alçada. Les fulles són de color verd fosc a l'anvers, i de color blanquinós-platejat al revers degut a la presència de pèls o tricomes. La forma de les fulles és variable, des de lanceolades a lineals, i el marge pot ser dentat, lobulat o partit. La forma del marge de la fulla és un caràcter determinat genèticament que està molt relacionat amb la disponibilitat hídrica de l'hàbitat. Això doncs, les plantes que creixen en zones de clima més humit (per exemple al nord de la distribució a la zona nativa) tenen unes fulles amb uns marges més dentats que les plantes de zones de clima més sec. Les inflorescències estan formades per capítols florals amb 11-13 lígules de 2-4 mm i d'un color groc intens.

## Identificació
El caràcter distintiu de l'espècie és la presència d'una ala vertical que descendeix per la tija des del marge de la fulla. Aquest caràcter és molt evident en tiges vegetatives però no tant en tiges reproductives. A Catalunya no hi ha cap espècie de morfologia similar amb la qual es pugui confondre.
A Sud-àfrica, la zona nativa de l'espècie, hi ha dues espècies morfològicament similars a Senecio pterophorus amb distribucions geogràfiques i èpoques de floració coincidents: Senecio polyanthemoides i Senecio juniperinus. Les tres espècies es poden distingir pel nombre de lígules als capítols i la presència d'una llanositat blanca a les bràctees, utilitzant la següent clau dicotòmica:
1a  Capítols amb 8 lígules ....Senecio polyanthemoides
1b Capítols amb 11-13 lígules ....2
2a Capítols amb llanositat blanca com a mínim a les bràctees suplementàries (calicle) ....Senecio juniperinus
2b Capítols sense aquesta llanositat ....Senecio pterophorus
La coincidència de morfologia, distribució i fenologia en les tres espècies dona lloc a confusions en la identificació al camp, especialment quan la planta està en fase vegetativa. Paral·lelament, a Sud-àfrica i Austràlia hi ha individus amb caràcters morfològics intermedis entre Senecio pterophorus i altres espècies del gènere Senecio resultants d'un procés d'hibridació, el qual pot dificultar encara més la seva identificació.

## Història del procés d'invasió i distribució actual
Senecio pterophorus ha colonitzat el Cap Occidental, Austràlia i Europa durant els últims 100 anys en múltiples invasions independents. A la zona nativa s'han determinat tres llinatges genètics distribuïts geogràficament (sud, centre, centre/nord) però amb nivells alts de mescla genètica. El llinatge localitzat al centre/nord de la distribució nativa ha estat l'origen principal de totes les introduccions a les àrees d'invasió, juntament amb el llinatge sud al Cap Occidental i el llinatge central a Austràlia. La introducció transcontinental de Senecio pterophorus està associada molt probablement al comerç de la llana.

### Cap occidental (Sud-àfrica)
Senecio pterophorus es va introduir i naturalitzar a la província del Cap Occidental a principis del segle xx, amb un primer registre l'any 1918. La distribució en aquesta zona es considera una expansió de la zona nativa però sense cap connexió biogeogràfica entre les dues àrees de distribució. Les dades genètiques obtingudes a partir de marcadors moleculars neutres indiquen que les poblacions del Cap Occidental provenen de múltiples processos d'introducció procedents de l'àrea nativa, concretament dels llinatges genètics del sud i del centre/nord.

### Austràlia
Els primers indicis de la presència de Senecio pterophorus a Austràlia daten del 1908 i 1909 a Melbourne, però l'absència de registres durant les dues dècades següents suggereix que aquesta primera invasió no va tenir èxit. Més tard, al 1935, Senecio pterophorus es va introduir a Port Lincoln a la província de South Australia molt probablement mitjançant el transport de mercaderies en vaixell, i des d'allà es va estendre cap a Adelaida (el primer registre és del 1942), la costa Limestone (1960s), l'oest de Victòria (1970s), Melbourne Victòria (1985), i Sydney i Newcastle a la província de New South Wales (1987). Les poblacions actuals de Melbourne són genèticament diferents de les altres poblacions d'Austràlia, el qual indica que la invasió de Senecio pterophorus a Austràlia ha ocorregut com a mínim en dues onades d'introducció independents. Actualment, Senecio pterophorus es distribueix a tota la zona sud-est de l'illa, des de la Península de Eyre (South Australia) a Sydney (New South Wales) principalment en herbassars anuals i perennes, matollars, boscos i en entorns més antropitzats com cultius i marges de camins i carreteres. L'any 1994 va ser classificada com a espècie invasora subjecte a erradicació pel govern regional de Victòria.

### Europa
Els primers registres de la presència de Senecio pterophorus a Europa daten de finals de segle xix a Bèlgica, en zones properes a molins de llana, i a principis del segle XX al Regne Unit també vinculats a la indústria tèxtil. Els registres més recents en aquests països són del 1908 a Bèlgica i el 1986 al Regne Unit i, per tant, avui en dia l'espècie es considera extingida en aquestes àrees. Actualment, a Europa, la distribució de Senecio pterophorus està restringida a Catalunya i Ligúria (Itàlia).

#### Catalunya
L'any 1982 es va citar per primera vegada Senecio pterophorus a la Península Ibèrica, a Tarragona. El 1995 va ser redescoberta al riu Besòs i al riu Ripoll al seu pas per Sabadell, vora l'àrea tèxtil més important de finals dels segle xix i durant el segle xx. Des del 1951 al 1986 les empreses llaneres de l'Estat Espanyol van processar 208 tones mètriques de llana sense rentar importada de Sud-àfrica i d'Austràlia, el qual suggereix que Senecio pterophorus es podria haver introduït accidentalment mitjançant llana d'ovella utilitzada en les indústries tèxtils. Des del 1995 l'espècie s'ha expandit a diverses localitats de Catalunya principalment de l'àrea de Barcelona. Les poblacions més grans es troben al riu Ripoll, però també es troba en altres àrees naturals de la província de Barcelona, incloent Sant Llorenç de Munt i l'Obac, el vessant sud del Montseny, el Montnegre-Corredor i Collserola. Senecio pterophorus creix en zones naturals i semi-naturals, incloent boscos oberts, marges de camins i carreteres, i camps abandonats. Tot i que l'espècie s'ha expandit al territori durant les 3 darreres dècades, la seva distribució encara és relativament restringida.
Totes les poblacions de l'àrea de Barcelona procedeixen d'una única introducció amb origen al llinatge centre/nord de Sud-àfrica però amb uns nivells de mescla elevats amb llinatge del sud. Les dades genètiques suggereixen que aquesta mescla genètica es va produir al focus inicial de la introducció, a Sabadell, on va arribar llana de diferents zones de Sud-àfrica que contenia les llavors de Senecio pterophorus. Malgrat Austràlia podria ser, en aparença, una potencial font d'aquesta planta invasora, els estudis genètics han descartat que aquestes poblacions catalanes tinguin una relació genètica amb les australianes.
La primera població descoberta a Catalunya, a Cambrils (Tarragona), s'ha mantingut aïllada a la llera de la riera de Maspujols, sense mostrar cap signe d'expansió. Aquesta població no té una relació amb la indústria de la llana i genèticament procedeix d'un procés d'invasió independent de les plantes de la zona de Barcelona.
L'any 2012 Senecio pterophorus es va incorporar a la base de dades d'espècies invasores a Catalunya (EXOCAT).

#### Liguria
L'any 1990 es va localitzar Senecio pterophorus al nord-oest d'Itàlia, a l'oest de Ligúria, en àrees d'elevada pertorbació antròpica. La distribució coneguda en aquesta zona s'estén des de Savona, 45 km al sud de Gènova, fins a Ventimiglia, localitat propera a la frontera amb França. La distribució geogràfica de Senecio pterophorus a Itàlia és relativament restringida, però es podria estar expandint cap a zones menys pertorbades, incloent herbassars, matollars i boscos.
Les poblacions italianes procedeixen d'un sol procés d'invasió procedent del llinatge centre/nord de Sud-àfrica sense cap mena de relació amb les dues invasions a Catalunya. El vector d'introducció a Itàlia és desconegut, però podria estar relacionat amb el transport i la presència de xarxes hidrogràfiques. Els caràcters genètics de Senecio pterophorus a Itàlia difereixen completament de totes les altres poblacions invasores, incloent el Cap Occidental, Austràlia i Catalunya. L'explicació més plausible d'aquestes diferències, segons els estudis genètics realitzats amb marcadors moleculars neutres, és la presència d'un procés d'hibridació entre Senecio pterophorus i una altra espècie del gènere Senecio que va ocórrer a la zona nativa abans de la introducció a Itàlia.

## Herbivorisme
A Catalunya, durant els anys 2009 i 2010 es va realitzar un mostreig dels insectes herbívors que consumien Senecio pterophorus al Parc Natural del Montseny. Es va detectar una sola espècies d'insecte consumint les parts reproductives de les plantes, Phycitodes albatella (Lepidoptera: Pyralidae), i dues espècies de pugons associades a les parts vegetatives, Aphis haroi i Brachycaudus helichrysi (Hemiptera: Aphididae). Els nivells d'herbivorisme sobre Senecio pterophorus van ser molt baixos en comparació a altres espècies del gènere Senecio, incloent les natives Senecio vulgaris i Senecio lividus i l'èxòtica Senecio inaequidens, un fet que s'associa a la recent introducció de l'espècie.
A nivell mundial, l'any 2010, les poblacions de les zones invasores (Cap Occidental, Austràlia i Europa) tenien un nivell d'herbivorisme molt inferior a les poblacions de la zona nativa a Sud-àfrica, especialment en les àrees on la introducció era més recent (Europa). Així doncs, les plantes de Sud-àfrica tenien entre el 25 i 35% del capítols florals consumits o atacats per insectes, mentre que Austràlia (100 anys d'invasió) era del 15% i a Europa (40 anys d'invasió) era del 0.1%. Aquest procés és compatible amb la hipòtesi Enemy Release, que postula que les plantes durant el procés d'invasió s'alliberen dels herbívors associats a la zona nativa, el qual podria facilitar l'expansió de l'espècie exòtica al nou hàbitat, però amb el temps poden anar guanyant nous herbívors de l'àrea d'invasió.